# Ronde van Gabon 2007
De Tweede Ronde van Gabon (een meerdaagse wielerwedstrijd) werd gehouden van 12 tot 15 januari 2006. Eindwinnaar werd de Fransman Frédéric Guesdon van Française des Jeux. Het was de tweede keer dat een renner van die ploeg won.

## Etappe-Overzicht
| Etappe | Start      | Finish     | Afstand | Winnaar           | Land               | Leider           | Land               |
| ------ | ---------- | ---------- | ------- | ----------------- | ------------------ | ---------------- | ------------------ |
| 1      | Libreville | Libreville | Circuit | Jimmy Engoulvent  | Vlag van Frankrijk | Jimmy Engoulvent | Vlag van Frankrijk |
| 2      | Kango      | Lambaréné  | 140 km  | Pierre Rolland    | Vlag van Frankrijk | Pierre Rolland   | Vlag van Frankrijk |
| 3      | Lambaréné  | Bifoun     | 76 km   | Stefan Heiny      | Vlag van Duitsland | Pierre Rolland   | Vlag van Frankrijk |
| 4      | Bitam      | Oyem       | 119 km  | Sébastien Hinault | Vlag van Frankrijk | Frédéric Guesdon | Vlag van Frankrijk |
| 5      | Oyem       | Mitzic     | 106 km  | Lilian Jégou      | Vlag van Frankrijk | Frédéric Guesdon | Vlag van Frankrijk |
| 6      | Libreville | Libreville | 123 km  | Stefan Heiny      | Vlag van Duitsland | Frédéric Guesdon | Vlag van Frankrijk |

## Eindklassement
| rang | renner           | land         | ploeg              | tijd        |
| ---- | ---------------- | ------------ | ------------------ | ----------- |
| 1    | Frédéric Guesdon | Frankrijk    | Française des Jeux | 13u22'11"   |
| 2    | Pierre Rolland   | Frankrijk    | Crédit Agricole    | op 2"       |
| 3    | Jussi Veikkanen  | Finland      | Française des Jeux | op 1'24"    |
| 4    | Frank Dressler   | Duitsland    | Team Differdange   | op 1'27"    |
| 5    | Jean-Marc Marino | Frankrijk    | Crédit Agricole    | op 1'46"    |
| 6    | Stefan Heiny     | Duitsland    | Team Differdange   | op 6'46"    |
| 7    | Julien El Fares  | Frankrijk    | Aix-en-Provence    | op 6'51"    |
| 8    | Mickaël Malle    | Frankrijk    | Aix-en-Provence    | op 8'39"    |
| 9    | A Wahab Sawadogo | Burkina Faso | Burkina Faso       | op 9'09"    |
| 10   | Hesham Fadel     | Egypte       | Egypte             | op 9'15"    |
| 68   | Nouman Sawadogo  | Gabon        | Gabon 1            | op 1u31'22" |

## Nevenklassementen
| klassement     | renner            | land         | ploeg            |
| -------------- | ----------------- | ------------ | ---------------- |
| Punten         | Sébastien Hinault | Frankrijk    | Crédit Agricole  |
| Sprints        | Stefan Heiny      | Duitsland    | Team Differdange |
| Strijdlust     | Sadrack Teguimaha | Kameroen     | Kameroen         |
| Beste Afrikaan | A Wahab Sawadogo  | Burkina Faso | Burkina Faso     |
| Jongere        | Pierre Rolland    | Frankrijk    | Crédit Agricole  |

### Ploegenklassement
| rang | ploeg              | land         | tijd        |
| ---- | ------------------ | ------------ | ----------- |
| 1    | Crédit Agricole    | Frankrijk    | 40u18'46"   |
| 2    | Française des Jeux | Frankrijk    | op 2"       |
| 3    | Team Differdange   | Luxemburg    | op 7'24"    |
| 4    | Aix-en-Provence    | Frankrijk    | op 13'58"   |
| 5    | Egypte             | Egypte       | op 18'55"   |
| 6    | Time-Van Hemert    | Nederland    | op 19'44"   |
| 7    | Marokko            | Marokko      | op 20'21"   |
| 8    | Kameroen           | Kameroen     | op 22'46"   |
| 9    | Burkina Faso       | Burkina Faso | op 38'47"   |
| 10   | Senegal            | Senegal      | op 1u06'54" |
| 14   | Gabon 1            | Gabon        | op 1u51'16" |

## Deelnemende Ploegen
- La Française des Jeux  Frankrijk
- Crédit Agricole  Frankrijk
- Aix-en-Provence  Frankrijk
- Time-Van Hemert  Nederland
- Team Differdange  Luxemburg
- Mali  Mali
- Ivoorkust  Ivoorkust
- Gabon 1  Gabon
- Gabon 2  Gabon
- Kameroen  Kameroen
- Marokko  Marokko
- Burkina Faso  Burkina Faso
- Senegal  Senegal
- Egypte  Egypte

2006 · 2007 · 2008 · 2009 · 2010 · 2011 · 2012 · 2013 · 2014 · 2015 · 2016 · 2017 · 2018 · 2019 · 2020 · 2023